# 5 Albums
5 Albums è il titolo di una serie di collane edite dall'etichetta discografica Beggars Banquet riguardante i suoi artisti storici, appartenenti al glorioso Beggars Archive.
Tende ad includere i primi lavori ri-masterizzati con delle bonus track e, in alcuni casi, relative raccolte di singoli e b-side degli stessi oppure album dal vivo.
È stata avviata nel 2013 in quest'ordine:
| nº | Artista                | Titolo   | Anno | Catalogo   |
| -- | ---------------------- | -------- | ---- | ---------- |
| 1  | The Fall               | 5 Albums | 2013 | BBQCD 2101 |
| 2  | Love and Rockets       | 5 Albums | 2013 | BBQCD 2102 |
| 3  | Natacha Atlas          | 5 Albums | 2013 | BBQCD 2103 |
| 4  | Gary Numan             | 5 Albums | 2013 | BBQCD 2104 |
| 5  | Buffalo Tom            | 5 Albums | 2013 | BBQCD 2105 |
| 6  | Gene Loves Jezebel     | 5 Albums | 2013 | BBQCD 2106 |
| 7  | The Icicle Works       | 5 Albums | 2013 | BBQCD 2107 |
| 8  | Fields of the Nephilim | 5 Albums | 2013 | BBQCD 2108 |
| 9  | Bauhaus                | 5 Albums | 2013 | BBQCD 2110 |
| 10 | The Bolshoi            | 5 Albums | 2015 | BBQCD 2113 |
| 11 | The Lurkers            | 5 Albums | 2017 | BBQCD 2114 |
| 12 | Peter Murphy           | 5 Albums | 2018 | BBQCD 2115 |